# Діно Шпехар
Діно Шпехар (хорв. Dino Špehar, нар. 8 лютого 1994, Осієк) — хорватський футболіст, нападник клубу «Спліт».
Виступав, зокрема, за клуби «Осієк» та «Динамо» (Загреб), а також юнацьку збірну Хорватії.
Чемпіон Хорватії. Володар Кубка Хорватії.
Син відомого хорватського футболіста та футбольного функціонера Роберта Шпехара.

## Клубна кар'єра
Народився 8 лютого 1994 року в місті Осієк. Вихованець футбольної школи клубу «Осієк». Дорослу футбольну кар'єру розпочав 2010 року в основній команді того ж клубу, в якій провів один сезон, взявши участь у 20 матчах чемпіонату.
Своєю грою за цю команду привернув увагу представників тренерського штабу клубу «Динамо» (Загреб), до складу якого приєднався 2011 року. Відіграв за «динамівців» наступні три сезони своєї ігрової кар'єри. Пробитися до основного складу «динамівців» не зумів, тож з 2014 по 2015 рік віддавався в оренду до клубів «Локомотива» та «Істра 1961».
До складу клубу «Спліт» приєднався 2015 року.
9 лютого 2017 року на правах вільного агента уклав контракт з румунським «ЧФР Клуж».

## Виступи за збірні
2009 року дебютував у складі юнацької збірної Хорватії, взяв участь у 31 іграх на юнацькому рівні, відзначившись 9 забитими голами.

## Титули і досягнення
- Чемпіон Хорватії (1):

«Динамо» (Загреб):  2011-2012
- Володар Кубка Хорватії (1):

«Динамо» (Загреб):  2011-2012